# San Antonio la Isla
San Antonio la Isla es una localidad del Estado de México, cabecera del Municipio de San Antonio la Isla. En el censo de 2020 estaba poblada por 17 075 habitantes.